# Receptor de serotonina

Serotonina

Los receptores de serotonina también conocidos como receptores de 5-hidroxitriptamina o receptores 5-HT son un tipo de receptor acoplado a proteínas G (en inglés GPCRs) y receptor ionotrópico (del inglés LGICs) ubicados en el sistema nervioso central y periférico. Estos median la neurotransmisión tanto excitatoria como inhibitoria. Los receptores de serotonina (5HT), son activados por el neurotransmisor serotonina, el cual actúa como su ligando natural.
Los receptores de serotonina modulan la liberación de muchos neurotransmisores entre ellos el glutamato, GABA, dopamina, epinefrina / norepinefrina y acetilcolina, así como muchas hormonas, entre ellas oxitocina, prolactina, vasopresina, cortisol, corticotropina y sustancia P. Los receptores de serotonina modulan distintos procesos biológicos y neurológicos, como la agresión, la ansiedad, el apetito, la cognición, el aprendizaje, la memoria, el estado de ánimo, la náusea, el sueño y  la termorregulación. Los receptores de serotonina son el objetivo de una variedad de fármacos y también de drogas no legales, que incluye muchos agentes antidepresivos, antipsicóticos, anorexígenos, antieméticos, procinéticos, antimigrañosos, alucinógenos, empatógenos y entactógenos.

## Clasificación
Con la excepción del receptor 5-HT3, un canal iónico regulado por ligandos de la familia de receptores cys-loop, los demás receptores de serotonina son GPCRs que activan un segundo mensajero intracelular que produce una respuesta inhibitoria o excitatoria.

### Familias
| Familia | Tipo                                           | Mecanismo                                      | Potencial   |
| 5-HT1   | Gi/Go-acoplado a proteínas.                    | Decrece los niveles celulares de cAMP.         | Inhibitorio |
| 5-HT2   | Gq/G11-acoplado a proteínas.                   | Incrementa los niveles celulares de IP3 y DAG. | Excitatorio |
| 5-HT3   | Receptor ionotrópico de Na+ y K+ canal iónico. | despolarización membrana plasmática.           | Excitatorio |
| 5-HT4   | Gs-acoplado a proteínas.                       | Incrementa los niveles intracelulares de cAMP. | Excitatorio |
| 5-HT5   | Gi/Go-acoplado a proteínas.                    | Disminuye los niveles celulares de cAMP.       | Inhibitorio |
| 5-HT6   | Gs-acoplado a proteínas.                       | Incrementa los niveles celulares de cAMP.      | Excitatorio |
| 5-HT7   | Gs-acoplado a proteínas.                       | Incrementa los niveles celulares de cAMP.      | Excitatorio |

### Subtipos
Dentro de estos tipos de receptores de serotonina se ha caracterizado un número específico de subtipos:
| Relación de receptores de serotonina |                                                                  |                                                                       | | | |
| Receptor                             | Gen(es)                                                          | Distribución                                                          | Función | Agonistas | Antagonistas |
| 5-HT1A                               | - HGNC HTR1A                                                     | - Vasos sanguíneos - SNC                                              | - Adicción - Agresión - Ansiedad - Apetito - Presión sanguínea - Función cardiovascular - Vómito - Frecuencia cardiaca - Impulsividad - Memoria - Estado de ánimo - Náusea - Nocicepción - Erección peneana - Dilatación pupilar - Respiración - Comportamiento sexual - Sueño - Sociabilidad - Termorregulación - Vasoconstricción | - 5-CT - 8-OH-DPAT - Aripiprazol - Buspirona (ansiolítico y antidepresivo) - Cannabidiol - Clozapina - Dihidroergotamina - Eltoprazina - Ergotamina - Flesinoxan - Flibanserin - Gepirone - Ipsapirona - Metisergida - Nefazodona - Quetiapina - RU 24969 - Tandospirona - Trazodona - Urapidil - Xaliproden - Yohimbina - Ziprasidona | - Alprenolol - Asenapina - BMY 7378 - Cyanopindolol - Iodocyanopindolol - Lecozotan - Metiotepin - NAN-190 - Oxprenolol - Pindolol - Propranolol - Robalzotan - S15535 - Spiperone - UH-301 - WAY-100,135 - WAY-100,635 |
| 5-HT1B                               | - HGNC HTR1B                                                     | - Vasos sanguíneos - SNC                                              | - Adicción - Agresión - Ansiedad - Aprendizaje - Movimiento - Memoria - Estado de ánimo - Erección peneana - Comportamiento sexual - Vasoconstricción | - 5-CT - CP-93,129 - CP-94,253 - Dihidroergotamina - Eltoprazina - Ergotamina - Metisergida - RU 24969 - TFMPP - Triptanes (antimigrañoso) - Zolmitriptán - Eletriptán - Sumatriptán | - Alprenolol - AR-A000002 - Asenapina - Cianopindolol - GR 127935 - Iodocianopindolol - Isamoltana - Metergolina - Metiothepin - Oxprenolol - Pindolol - Propanolol - SB-216,641 - Yohimbina |
| 5-HT1D                               | - HGNC HTR1D                                                     | - Vasos sanguíneos - SNC                                              | - Ansiedad - Movimiento - Vasoconstricción | - 5-CT - Dihydroergotamina - Ergotamina - Metisergida - Triptanes (antimigrañoso) - Almotriptán - Eletriptán - Frovatriptán - Naratriptán - Rizatriptán - Sumatriptán - Zolmitriptán - Yohimbina | - BRL-15572 - GR 127935 - Ketanserina - Metergolina - Methiothepin - Rauwolscina - Ritanserin |
| 5-HT1E                               | - HGNC HTR1E                                                     | - Vasos sanguíneos - SNC                                              | | - Eletriptán - Metisergida - Triptamina | - Metiotepin |
| 5-HT1F                               | - HGNC HTR1F                                                     | - Vasos sanguíneos - SNC                                              | - Vasoconstricción | - Eletriptán - Naratriptán - Sumatriptán - Lasmiditán | - Metiotepin |
| 5-HT2A                               | - HGNC HTR2A                                                     | - Vasos sanguíneos - SNC - Tracto GI - Plaquetas - SNP - Músculo liso | - Adicción (potentially modulating) - Ansiedad - Apetito - Cognición - Imaginación - Aprendizaje - Memoria - Humor - Percepción - Comportamiento sexual - Sueño - Termorregulación - Vasoconstricción | - 2C-B - 5-MeO-DMT - BZP - Bufotenin - DMT - DOM - Ergonovina - Lisurida - LSD - Mescalina - Myristicin - Psilocina - Psilocibina - TFMPP - Yohimbina - 25i-NBOMe | - Atypical antipsychotics - Clozapina - Olanzapina - Quetiapina - Risperidona - Ziprasidona - Aripiprazol - Asenapina - Cyproheptadina - Eplivanserin - Etoperidona - Iloperidona - Ketanserina (antihipertensivo) - Methysergida - Mianserin - Mirtazapina - Nefazodona - Pimavanserin - Pizotifen - Ritanserin - Trazodona             |
| 5-HT2B                               | - HGNC HTR2B                                                     | - Vasos sanguíneos - SNC - Tracto GI - Plaquetas - SNP - Músculo liso | - Ansiedad - Apetito - Función cardiovascular - Motilidad GI - Sueño - Vasoconstricción | - BW-723C86 - Fenfluramina - MDMA - Norfenfluramina - Ro60-0175 | - Agomelatina - Asenapina - BZP - Ketanserina - Methysergida - Ritanserin - Tegaserod - Yohimbina |
| 5-HT2C                               | - HGNC HTR2C                                                     | - Vasos sanguíneos - SNC - Tracto GI - Plaquetas - SNP - Músculo liso | - Adicción. (modulador potencial) - Ansiedad - Apetito - Motilidad GI - Movimiento - Estado de ánimo - Erección peneana - Comportamiento sexual - Sueño - Termorregulación - Vasoconstricción | - A-372,159 - AL-38022A - Aripiprazol - Ergonovina - Lorcaserina - Ro60-0175 - TFMPP - Trazodona (hipnótico) - YM-348 | - Agomelatina (antidepresivo) - Asenapina - Clozapina (antisicótico) - Ciproheptadina - Dimebolin - Eltoprazina - Etoperidona - Fluoxetina - Iloperidona - Ketanserina (antihipertensivo) - Lisurida - Metisergida - Mianserin - Mirtazapina - Nefazodona - Olanzapina - Quetiapina - Risperidona - Ritanserin - Trazodona - Ziprasidona |
| 5-HT3                                | - HGNC HTR3A - HGNC HTR3B - HGNC HTR3C - HGNC HTR3D - HGNC HTR3E | - SNC - Tracto GI - SNP                                               | - Adicción - Ansiedad - Vómito - Motilidad GI - Aprendizaje - Memoria - Náusea | - 2-Metil-5-HT - BZP - Quipazina - RS-56812 | - Alosetron - Algunos antiemeticos - Dolasetron - Ondansetron - Granisetron - Tropisetron - Clozapina - Memantina - Metoclopramida - Mianserin - Mirtazapina - Olanzapina - Quetiapina |
| 5-HT4                                | - HGNC HTR4                                                      | - SNC - Tracto GI - SNP                                               | - Ansiedad - Apetito - Motilidad GI - Aprendizaje - Memoria - Estado de ánimo - Respiración | - 5-MT - BIMU-8 - Cinitaprida - Cisaprida (procinético) - Dazoprida - Metoclopramida - Mosaprida - Prucaloprida - RS-67333 - Renzaprida - Tegaserod - Zacoprida | - L-Lisina - Piboserod |
| 5-HT5A                               | - HGNC HTR5A                                                     | - SNC                                                                 | - Movimiento - Sueño | - 5-CT - Ergotamina - Ácido valerenico | - Asenapina - Dimebolin - Metiotepin - Ritanserin - SB-699,551 - SB-699,551-A |
| 5-HT6                                | - HGNC HTR6                                                      | - CNS                                                                 | - Ansiedad - Cognición - Aprendizaje - Memoria - Estado de ánimo | - EMD-386,088 - EMDT | - Aripiprazola - Asenapina - Clozapina - Dimebolin - EGIS-12233 - Iloperidona - MS-245 - Olanzapina - Ro04-6790 - SB-258,585 - SB-271,046 - SB-357,134 - SB-399,885 |
| 5-HT7                                | - HGNC HTR7                                                      | - Vasos sanguíneo - SNC - TractoGI                                    | - Ansiedad - Memoria - Estado de ánimo - Respiración - Sueño - Termorregulación - Vasoconstricción | - 5-CT - 8-OH-DPAT - AS-19 | - Aripiprazola - Asenapina - Clozapina - EGIS-12233 - Iloperidona - Ketanserin - Olanzapina - Ritanserin - SB-269,970 |

Nótese que no existe el receptor 5-HT1C, después que el receptor fue clonado y luego caracterizado se encontró que tenía más en común con la familia de receptores 5-HT2
y fue designado como receptor 5-HT2C. Nótese también que no existe el receptor 5-HT5B receptor, este existe solamente en ratones y ratas, pero no en primates incluyendo los humanos.
Agonistas muy poco selectivos de los subtipos de receptor 5-HT incluye la ergotamina (un antimigrañoso), el cual activa los receptores 5-HT1A, 5-HT1D, 5-HT1B, D2 y el receptor de norepinefrina. LSD (un psicodélico) es un agonista de los receptores 5-HT1A, 5-HT2A, 5-HT2C, 5-HT5A, 5-HT5, 5-HT6.